# Porthloo
Porthloo – osada w Anglii, na wyspach Scilly, w hrabstwie ceremonialnym Kornwalia. Leży 60 km na zachód od miasta Penzance i 471 km na zachód od Londynu.